# گروه ارتش

نماد استاندارد ناتو برای گروه ارتش

گروه ارتش (به انگلیسی :Army group)، یک یگان نظامی در سازمان دهی نیروهای مسلح است که از چند ارتش میدانی تشکیل می‌گردد و غالباً شامل ۴۰۰ هزار تا ۱ میلیون سرباز می‌شود. این یگان معمولاً مسئولیت کنترل یک منطقه جغرافیایی خاص را بر عهده دارد. گروه ارتش بزرگ‌ترین یگان نظامی میدانی است که توسط یک تن (فیلد مارشال) فرماندهی می‌شود.
از گروه ارتش در ارتش سرخ با عنوان جبهه و در نیروی زمینی امپراتوری ژاپن با عنوان ارتش کلی (ارتش عمومی) یاد می‌شد.

## تاریخچه
با آغاز جنگ جهانی اول و لزوم کنترل عملیاتی مؤثر بر قوای مسلح بسیار بزرگ (بیش از ۴ میلیون سرباز)، امکان هدایت تک تک ارتش‌های میدانی توسط فرماندهی عالی نیروهای مسلح همچون گذشته به خصوص با ادوات مخابراتی آن روز وجود نداشت. با پیدایش ابزارهای ارتباطی پیشرفته‌تر از جمله تلگراف و تلفن که در ابتدا حداکثر در سطح سازمانی سپاه و ستاد لشکرها به کار برده می‌شد، باعث گردید یگان‌ها با استقلال بیشتری عمل کنند. در جریان جنگ جهانی اول و به‌کارگیری متمرکز چندین ارتش میدانی در یک منطقه جغرافیایی خاص، لزوم سازمان دهی و هماهنگی بین آن‌ها هویدا شد. به همین جهت نیروی زمینی امپراتوری آلمان از سال ۱۹۱۶ شروع به تشکیل گروه ارتش‌هایی با ستاد فرماندهی مخصوص به خود کرد. از این زمان به بعد به جای ارتباط مستقیم بین هر یک از ارتش‌های میدانی با فرماندهی عالی نیروهای مسلح، این امر از طریق ستاد فرماندهی گروه ارتش صورت می‌گرفت.
پس از پایان جنگ جهانی اول، رایشسور، نیروهای مسلح آلمان، در ابتدا دو گروه ارتش در اختیار داشت که بعدها به شش گروه ارتش افزایش یافت. البته با توجه به محدودیت‌های اعمال شده بر آلمان بر اساس پیمان ورسای، هر یک از این گروه ارتش‌ها تنها دارای استعداد ارتش بودند و در حقیقت از چند لشکر تشکیل گردیده بودند.
با روی کار آمدن حزب ناسیونال سوسیالیست در آلمان و آغاز جنگ جهانی دوم، ورماخت، نیروهای مسلح رایش سوم، دارای چندین گروه ارتش بود. در برخی مواقع چند گروه ارتش تحت فرماندهی یک نفر خود یگان بزرگ‌تری را تشکیل می‌دادند. بعضی از گروه ارتش‌های ورماخت گاهی مسئولیت کنترل و اداره مناطق ویژه‌ای از سرزمین‌های تصرف‌شده را بر عهده می‌گرفتند.
فرانسه پیش از شکست در مقابل آلمان، چهار گروه ارتش جهت دفاع در مقابل تهاجم نیروهای محور تشکیل داده بود. متفقین غربی نیز در مجموع دارای شش گروه ارتش بودند.